# Andris Vaņins
Andris Vaņins (* 30. dubna 1980, Ilūkste, Lotyšská SSR, SSSR) je lotyšský fotbalový brankář a reprezentant, momentálně hráč švýcarského klubu FC Zürich.
Mimo Lotyšsko působil na klubové úrovni v Rusku a Švýcarsku.

## Reprezentační kariéra
V A-mužstvu reprezentace Lotyšska debutoval 4. 2. 2000 v přátelském zápase na turnaji na Kypru proti Slovensku (porážka 1:3).

## Úspěchy

### Individuální
- 2× lotyšský Fotbalista roku: 2008, 2013[4]